# Grabado musical

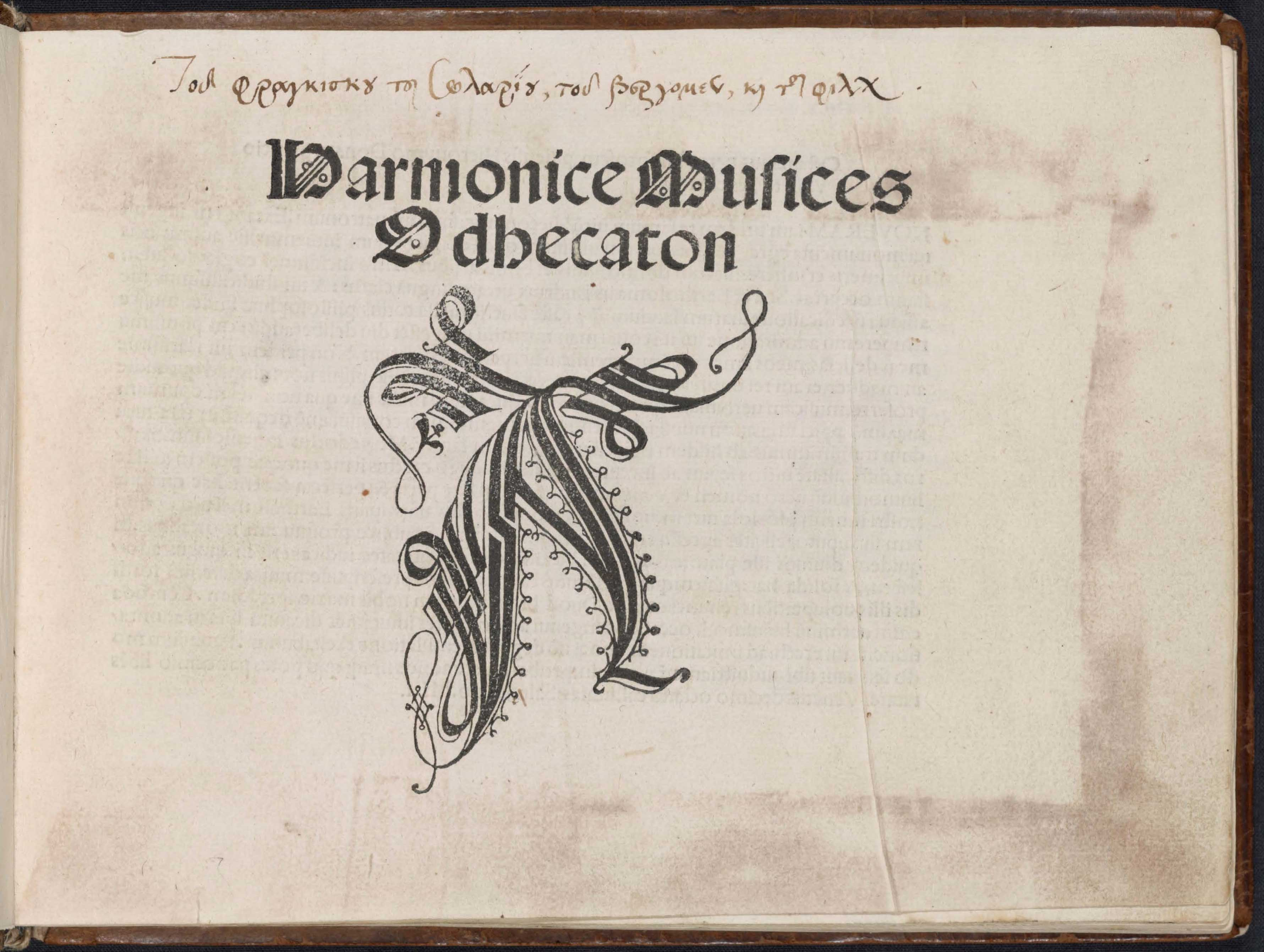
Portada de la primera colección impresa de música. Petrucci Odhecaton.

El grabado musical es una forma traducida literalmente del francés gravure musicale o quizá del inglés music engraving y que denota la edición o  composición tipográfica de  partituras musicales.  El término hereda la denominación de la práctica tradicional de estampado sobre papel que utilizaba planchas de cobre, cinc o estaño, grabadas con un buril en forma especular y entintadas.
- Datos: Q460053